# Định lý Desargues

Định lý Desargues

Định lý Desargues là một định lý trong hình học phẳng, được đặt tên theo nhà toán học người Pháp là Girard Desargues.

## Nội dung định lý
Trong mặt phẳng, cho hai tam giác {\displaystyle ABC} và {\displaystyle A'B'C'}. Đặt {\displaystyle A_{1}=BC\cap B'C'}; {\displaystyle B_{1}=CA\cap C'A'} và {\displaystyle C_{1}=AB\cap A'B'}. Các đường thẳng {\displaystyle AA',BB',CC'} đồng quy khi và chỉ khi {\displaystyle A_{1},B_{1},C_{1}} thẳng hàng.

## Khái niệm hai tam giác thấu xạ
Tam giác {\displaystyle ABC} và tam giác {\displaystyle A'B'C'} thỏa mãn {\displaystyle AA'}, {\displaystyle BB'}, {\displaystyle CC'} cùng đi qua một điểm (hay còn gọi là đồng quy) gọi là hai tam giác thấu xạ.

## Lịch sử
Desargues không công bố định lý Desargues một cách trực tiếp, tuy nhiên định lý Desargues xuất hiện tại mục Universal Method of M. Desargues for Using Perspective (Maniére universelle de M. Desargues pour practiquer la perspective) trong một cuốn sách đặc biệt sử dụng tính chất thấu xạ công bố năm 1648  bởi một người học trò là Abraham Bosse (1602 – 1676).

## Sách tham khảo
- Albert, A. Adrian; Sandler, Reuben (1968), An Introduction to Finite Projective Planes, New York: Holt, Rinehart and Winston
- Casse, Rey (2006), Projective Geometry: An Introduction, Oxford: Oxford University Press, ISBN 0-19-929886-6
- Coxeter, H.S.M. (1964), Projective Geometry, New York: Blaisdell
- Coxeter, Harold Scott MacDonald (1969), Introduction to Geometry (ấn bản thứ 2), New York: John Wiley & Sons, ISBN 978-0-471-50458-0, MR 0123930
- Cronheim, A. (1953), "A proof of Hessenberg's theorem", Proceedings of the American Mathematical Society, 4: 219–221, doi:10.2307/2031794
- Dembowski, Peter (1968), Finite Geometries, Berlin: Springer Verlag
- Hessenberg, Gerhard (1905), "Beweis des Desarguesschen Satzes aus dem Pascalschen", Mathematische Annalen, 61 (2), Berlin / Heidelberg: Springer: 161–172, doi:10.1007/BF01457558, ISSN 1432-1807
- Hilbert, David; Cohn-Vossen, Stephan (1952), Geometry and the Imagination (ấn bản thứ 2), Chelsea, tr. 119–128, ISBN 0-8284-1087-9{{Chú thích}}:  Quản lý CS1: nhiều tên: danh sách tác giả (liên kết)
- Hughes, Dan; Piper, Fred (1973), Projective Planes, Springer-Verlag, ISBN 0-387-90044-6
- Kárteszi, F. (1976), Introduction to Finite Geometries, Amsterdam: North-Holland, ISBN 0-7204-2832-7
- Katz, Victor J. (1998), A History of Mathematics:An Introduction (ấn bản thứ 2), Reading, Mass.: Addison Wesley Longman, ISBN 0-321-01618-1
- Room, T. G.; Kirkpatrick, P. B. (1971), Miniquaternion Geometry, Cambridge: Cambridge University Press, ISBN 0-521-07926-8
- Smith, David Eugene (1959), A Source Book in Mathematics, New York: Dover, ISBN 0-486-64690-4
- Stevenson, Frederick W. (1972), Projective Planes, San Francisco: W.H. Freeman and Company, ISBN 0-7167-0443-9